# Pont des Graules
Le pont des Graules (également nommé pont romain ou planche de Cessat) est un pont situé à Flavignac, en France.

## Description
Le pont des Graules est un ponceau formé de plusieurs dalles de granit posées sur des piles non maçonnées.

## Localisation
Le pont est situé dans le département français de la Haute-Vienne, sur la commune de Flavignac, près du moulin des Graules. Il franchit l'Arthonnet.

## Historique
Le pont est mentionné en 1552.
L'édifice est inscrit au titre des monuments historiques le 21 juin 1990.